# 解放路站
解放路站是洛阳轨道交通1号线与2号线的地铁车站，是一个换乘站，位于中华人民共和国河南省洛阳市西工区中州中路与解放路交叉口，1号线车站于2021年3月28日开通，2号线车站于2021年12月26日开通。本站为洛阳轨道交通第一个换乘车站，亦是洛阳轨道交通现时唯一的换乘车站。

## 车站结构
解放路站位于中州中路与解放路交叉口，1号线车站沿中州中路设置，呈东西走向，为地下三层岛式站台车站，车站长306.35米，标准段宽22.9米，车站地下一层为站厅层，地下三层为站台层，站台设置全高站台门，车站西侧设有一条单渡线。2号线车站沿解放路设置，呈南北走向，为地下两层岛式站台车站，车站长510.1米，标准段宽22.7米，车站地下一层为站厅层，地下二层为站台层，站台设置全高站台门，车站北侧设有一条单渡线。两线采用T型节点换乘形式，换乘节点连接1号线站台东侧与6号线站台中部，也可利用地下一层进行站厅换乘。车站西北侧设有单线联络线，连接1号线西行正线与2号线南行正线。
|                   |  | █ 2号线往二乔路（纱厂路） |
| 島式 · 開左邊车门 |  |                           |
|                   |  | █ 2号线往八里堂（牡丹桥） |

|                   |  | █ 1号线往红山（王城公园）   |
| 島式 · 開左邊车门 |  |                             |
|                   |  | █ 1号线往杨湾（周王城广场） |

## 出入口
解放路站目前开放7个出入口，各出口及周围设施如下所示：
| 出口编号                | 照片 | 地点                         | 可到达目的地             |
| ----------------------- | ---- | ---------------------------- | ------------------------ |
| A · 出口 · （设有）     |      | 中州中路（南），解放路（西） | 丹尼斯大卫天地           |
| B · 出口                |      | 中州中路（南）               | 王府井百货，君临华府     |
| D · 出口                |      | 中州中路（北），解放路（西） | 新都汇购物公园，中泰新城 |
| E · 1 · 出口            |      | 解放路（西），中州中路（北） | 新都汇购物公园           |
| F · 1 · 出口            |      | 解放路（东），中州中路（北） | 方圆宫大厦               |
| F · 2 · 出口 · （设有） |      | 中州中路（北），解放路（东） | 5715厂家属院             |
| G · 出口                |      | 中州中路（南），解放路（东） | 中信银行大厦，供电小区   |
| 图例： 设有             |      |                              |                          |

## 接驳交通

### 公交车
- 中州中路解放路口：9路，11路，15路，16路，18路内环，23路，34路，40路，41路，50路，59路，98路，101路，101路夜，103路，103路夜，202路，V19路
- 解放路中州中路：11路，37路，41路，61路，68路，92路，202路，555路，601路，602路，677路
- 中州中路纱厂南路口：9路，11路，15路，18路外环，23路，34路，40路，50路，59路，101路，101路夜，103路，103路夜，202路，555路，V19路

## 历史
本站工程名与正式站名均为解放路站，以车站横跨的解放路命名。
- 2019年4月4日，1号线车站主体结构封顶[6]。
- 2021年
  - 3月28日，车站随1号线通车开通[1]。
  - 12月28日，2号线通车，车站成为换乘车站[2]。